# Danh sách đĩa nhạc của AKB48
Danh sách đĩa nhạc của AKB48 bao gồm 64 đĩa đơn,10 album phòng thu và 32 album trình diễn. Các đĩa đơn chính có các ca khúc chủ đề do các thành viên AKB48 thể hiện, một số đến từ các nhóm chị em của AKB48. Một số đĩa đơn được coi là "đĩa đơn bầu cử" hàng năm, tức là chúng có lá phiếu cho cuộc tổng tuyển cử để xác định đội hình cho đĩa đơn tiếp theo. Các đơn khác có đội hình được xác định bằng các giải đấu oẳn tù tì tổ chức hàng năm. Nhóm được thành lập và hiện đang được sản xuất bởi Akimoto Yasushi, người cũng viết lời cho tất cả các bài hát của nhóm.

## Album

### Album phòng thu
| Năm  | Tên                                                                              | Thông tin | Thứ hạng tại BXH Album Tuần Oricon | Doanh số theo Oricon | Chứng nhận (RIAJ)    |
| ---- | -------------------------------------------------------------------------------- | --- | ---------------------------------- | -------------------- | -------------------- |
| 2008 | Set List: Greatest Songs 2006–2007 (SET LIST～グレイテストソングス 2006-2007～)  | - Phát hành: 1 tháng 11 năm 2008 - Tái bản ngày 14 tháng 7 năm 2010 với tên Set List: Greatest Songs Kanzenban - Hãng đĩa: DefStar Records (DFCL-1429/30 (Limited). DFCL-1431 (Regular). DFCL-1653 (Kanzen)*) - Định dạng: CD, tải nhạc số | 29 2*                              | 54.000 164.000*      | Platinum (250.000+)  |
| 2010 | Kamikyokutachi (神曲たち "Masterpieces")                                         | - Phát hành: 7 tháng 4 năm 2010 - Hãng đĩa: King Records - Định dạng: CD, tải nhạc số | 1                                  | 571.000              | Double Platinum      |
| 2011 | Koko ni Ita Koto (ここにいたこと "Having Been Here")                             | - Phát hành: 8 tháng 6 năm 2011 - Hãng đĩa: King Records - Định dạng: CD, tải nhạc số | 1                                  | 878.000              | Million (1.000.000+) |
| 2012 | 1830m                                                                            | - Phát hành: 15 tháng 8 năm 2012 - Hãng đĩa: King Records - Định dạng: CD, tải nhạc số | 1                                  | 1.030.000            | Million (1.000.000+) |
| 2014 | Tsugi no Ashiato (次の足跡 "Những bước chân tiếp theo")                          | - Phát hành: 22 tháng 1 năm 2014 - Hãng đĩa: King Records - Định dạng: CD, tải nhạc số | 1                                  | 1.041.951            | Million (1.000.000+) |
| 2015 | Koko ga Rhodes da. Koko de tobe! (ここがロドスだ、ここで跳べ!)                   | - Phát hành: 21 tháng 1 năm 2015 - Hãng đĩa: King Records - Định dạng: CD, tải nhạc số | 1                                  | 780.591              | RIAJ: 3× Platinum    |
| 2015 | 0 to 1 no Aida (0と1の間)                                                        | - Phát hành: 18 tháng 11 năm 2015 - Hãng đĩa: You Be Cool!/KING RECORDS - Định dạng: CD, tải nhạc số | 1                                  | 715.109              | RIAJ: 3× Platinum    |
| 2017 | Thumbnail (サムネイル)                                                           | - Phát hành: 25 tháng 1 năm 2017 - Hãng đĩa: You Be Cool!/KING RECORDS - Định dạng: CD, tải nhạc số | 1                                  | 632.615              | RIAJ: 3× Platinum    |
| 2018 | Bokutachi wa. Ano Hi no Yoake o Shitteiru (僕たちは、あの日の夜明けを知っている) | - Phát hành: 24 tháng 1 năm 2018 - Hãng đĩa: You Be Cool!/KING RECORDS - Định dạng: CD, tải nhạc số | 1                                  | 611.056              | RIAJ: 3× Platinum    |
| 2024 | Nantettatte AKB48                                                                | - Phát hành: 24 tháng 12 năm 2024 - Hãng đĩa: EMI, Universal Japan - Định dạng: CD, tải nhạc số | 1                                  | JPN: 184.764         | RIAJ: Gold           |

### Album trình diễn tại nhà hát
| STT             | Tên                                                                                              | Ngày phát hành  | Thứ hạng                                     | Doanh số (Oricon)                            |
| STT             | Tên                                                                                              | Ngày phát hành  | OriconWeeklyAlbumsChart                      | Doanh số (Oricon)                            |
| Defstar Records | Defstar Records                                                                                  | Defstar Records | Defstar Records                              | Defstar Records                              |
| --------------- | ------------------------------------------------------------------------------------------------ | --------------- | -------------------------------------------- | -------------------------------------------- |
| 1               | Team A 1st Stage "Party ga Hajimaru yo" (チームA 1st Stage「PARTYが始まるよ」)                   | 7/3/2007        | 180                                          | 1,365                                        |
| 2               | Team A 2nd Stage "Aitakatta" (チームA 2nd Stage「会いたかった」)                                 | 7/3/2007        | 181                                          | 1,958                                        |
| 3               | Team A 3rd Stage "Dareka no Tame ni" (チームA 3rd Stage「誰かのために」)                         | 7/3/2007        | 160                                          | 2,186                                        |
| 4               | Team K 1st Stage "Party ga Hajimaru yo" (チームK 1st Stage「PARTYが始まるよ」)                   | 7/3/2007        | 247                                          | 1,242                                        |
| 5               | Team K 2nd Stage "Seishun Girls" (チームK 2nd Stage「青春ガールズ」)                             | 7/3/2007        | 190                                          | 1,516                                        |
| 6               | Team K 3rd Stage "Nonai Paradise" (チームK 3rd Stage「脳内パラダイス」)                          | 7/3/2007        | 188                                          | 3,121                                        |
| AKS             |                                                                                                  |                 |                                              |                                              |
| 7               | Team A 5th Studio Recording "Renai Kinshi Jourei" (チームA 5th Stage 「恋愛禁止条例」)           | 11/8/2009       | Chỉ được bán tại Nhà hát AKB48 và trực tuyến | Chỉ được bán tại Nhà hát AKB48 và trực tuyến |
| 8               | Team K 5th Studio Recording "Saka Agari" (チームK 5th Studio Recording 「逆上がり」)             | 11/8/2009       | Chỉ được bán tại Nhà hát AKB48 và trực tuyến | Chỉ được bán tại Nhà hát AKB48 và trực tuyến |
| 9               | Team B 4th Studio Recording "Idol no Yoake" (チームB 4th Studio Recording 「アイドルの夜明け」)  | 11/8/2009       | Chỉ được bán tại Nhà hát AKB48 và trực tuyến | Chỉ được bán tại Nhà hát AKB48 và trực tuyến |
| 10              | Team K 6th Studio Recording "RESET" (チームK 6th Studio Recording「RESET」)                      | 7/8/2010        | Chỉ được bán tại Nhà hát AKB48 và trực tuyến | Chỉ được bán tại Nhà hát AKB48 và trực tuyến |
| 11              | Team B 5th Studio Recording "Theatre no Megami" (チームB 5th Studio Recording「シアターの女神」) | 7/8/2010        | Chỉ được bán tại Nhà hát AKB48 và trực tuyến | Chỉ được bán tại Nhà hát AKB48 và trực tuyến |
| 12              | Team A 6th Studio Recording "Mokugekisha" (チームA 6th Studio Recording「目撃者」)               | 18/9/2010       | Chỉ được bán tại Nhà hát AKB48 và trực tuyến | Chỉ được bán tại Nhà hát AKB48 và trực tuyến |
| 13              | AKB48 Studio Recordings Collection (AKB48 Studio Recordings コレクション)                        | 1/1/2013        | Chỉ được bán tại Nhà hát AKB48 và trực tuyến | Chỉ được bán tại Nhà hát AKB48 và trực tuyến |

#### Bộ sưu tập bản ghi âm phòng thu
| Tên | Cat. no.     | Ngày phát hành | Thứ hạng                   | Doanh số (Oricon) |
| Tên | Cat. no.     | Ngày phát hành | Oricon Weekly Albums Chart | Doanh số (Oricon) |
| --- | ------------ | -------------- | -------------------------- | ----------------- |
| Team A 1st Stage "Party ga Hajimaru yo" (Studio Recordings Collection) (Team A 1st stage「PARTYが始まるよ」～studio recordings コレクション～)                                 | DFCL-1861/2  | 1/1/2013       | 73                         |                   |
| Team A 2nd Stage "Aitakatta" (Studio Recordings Collection) (Team A 2nd stage「会いたかった」～studio recordings コレクション～)                                               | DFCL-1863/4  | 1/1/2013       | 88                         | 3,442             |
| Team A 3rd Stage "Dareka no Tame ni" (Studio Recordings Collection) (Team A 3rd stage「誰かのために」～studio recordings コレクション～)                                       | DFCL-1865/6  | 1/1/2013       | 84                         | 3,592             |
| Team A 4th Stage "Tadaima Ren'aichū" (Studio Recordings Collection) (Team A 4th stage「ただいま恋愛中」～studio recordings コレクション～)                                     | DFCL-1867/8  | 1/1/2013       | 27                         | 10,205            |
| Team A 5th Stage "Renai Kinshi Jōrei" (Studio Recordings Collection) (Team A 5th stage「恋愛禁止条例」～studio recordings コレクション～)                                      | KICS-1861/2  | 1/1/2013       | 47                         | 7,474             |
| Team A 6th Stage "Mokugekisha" (Studio Recordings Collection) (Team A 6th Stage「目撃者」～studio recordings コレクション～)                                                   | KICS-1863/4  | 1/1/2013       | 40                         | 8,363             |
| Team K 1st Stage "Party ga Hajimaru yo" (Studio Recordings Collection) (Team K 1st stage「PARTYが始まるよ」～studio recordings コレクション～)                                 | DFCL-1869/70 | 1/1/2013       | 115                        | 2,528             |
| Team K 2nd Stage "Seishun Girls" (Studio Recordings Collection) (Team K 2nd stage「青春ガールズ」～studio recordings コレクション～)                                           | DFCL-1871/2  | 1/1/2013       | 93                         | 3,105             |
| Team K 3rd Stage "Nōnai Paradise" (Studio Recordings Collection) (Team K 3rd stage「脳内パラダイス」～studio recordings コレクション～)                                        | DFCL-1873/4  | 1/1/2013       | 85                         | 3,542             |
| Team K 4th Stage "Saishū Bell ga Naru" (Studio Recordings Collection) (Team K 4th stage「最終ベルが鳴る」〜studio recordings コレクション〜)                                   | KICS-1865/6  | 1/1/2013       | 22                         | 11,407            |
| Team K 5th Stage "Saka Agari" (Studio Recordings Collection) (Team K 5th stage「逆上がり」～studio recordings コレクション～)                                                  | KICS-1867/8  | 1/1/2013       | 52                         | 6,484             |
| Team K 6th Stage "Reset" (Studio Recordings Collection) (Team K 6th Stage 「RESET」～studio recordings コレクション～)                                                         | KICS-1869/70 | 1/1/2013       | 37                         | 8,967             |
| Team B 1st Stage "Seishun Girls" (Studio Recordings Collection) (Team B 1st stage「青春ガールズ」～studio recordings コレクション～)                                           | DFCL-1875/6  | 1/1/2013       | 91                         | 3,370             |
| Team B 2nd Stage "Aitakatta" (Studio Recordings Collection) (Team B 2nd stage「会いたかった」～studio recordings コレクション～)                                               | DFCL-1877/8  | 1/1/2013       | 83                         | 3,706             |
| Team B 3rd Stage "Pajama Drive" (Studio Recordings Collection) (Team B 3rd Stage「パジャマドライブ」～studio recordings コレクション～)                                        | KICS-1871/2  | 1/1/2013       | 17                         | 15,087            |
| Team B 4th Stage "Idol no Yoake" (Studio Recordings Collection) (Team B 4th Stage「アイドルの夜明け」～studio recordings コレクション～)                                       | KICS-1873/4  | 1/1/2013       | 53                         | 6,230             |
| Team B 5th Stage "Theater no Megami" (Studio Recordings Collection) (Team B 5th Stage 「シアターの女神」～studio recordings コレクション～)                                    | KICS-1875/6  | 1/1/2013       | 43                         | 7,901             |
| Himawarigumi 1st Stage "Boku no Taiyō" (Studio Recordings Collection) (ひまわり組 1st stage「僕の太陽」～studio recordings コレクション～)                                     | DFCL-1879/80 | 1/1/2013       | 30                         | 9,195             |
| Himawarigumi 2nd Stage "Yume o Shinaseru Wake ni Ikanai" (Studio Recordings Collection) (ひまわり組 2nd Stage「夢を死なせるわけにいかない」～studio recordings コレクション～) | KICS-1877/8  | 1/1/2013       | 31                         | 6,914             |
| Team 4 1st Stage "Boku no Taiyō" (Studio Recordings Collection) (Team 4 1st Stage 「僕の太陽」～studio recordings コレクション～)                                              | KICS-1879/80 | 22/1/2013      | 22                         | 6,963             |

## Đĩa đơn
| Năm  | #          | Tên | Vị trí trên bảng xếp hạng Oricon tuần | Lượng đĩa bán ra | Lượng đĩa bán ra | Lượng đĩa bán ra | Lượng đĩa bán ra | Chứng nhận                                                                                           | Album                                                                             | Ghi chú                                                                                            |
| Năm  | #          | Tên | Vị trí trên bảng xếp hạng Oricon tuần | Oricon           | Oricon           | Oricon           | Billboard Japan  | Chứng nhận                                                                                           | Album                                                                             | Ghi chú                                                                                            |
| Năm  | #          | Tên | Vị trí trên bảng xếp hạng Oricon tuần | Ngày đầu         | Tuần đầu         | Tổng cộng        | Billboard Japan  | Chứng nhận                                                                                           | Album                                                                             | Ghi chú                                                                                            |
| ---- | ---------- | --- | ------------------------------------- | ---------------- | ---------------- | ---------------- | ---------------- | --- | --------------------------------------------------------------------------------- | -------------------------------------------------------------------------------------------------- |
| 2006 | 1 (indies) | Sakura no Hanabiratachi (桜の花びらたち) | 10                                    | #                | 22.011           | 46.274           |                  | | Set List: Greatest Songs 2006–2007 (SET LIST～グレイテストソングス 2006-2007～)   | Đĩa đơn phát hành độc lập                                                                          |
| 2006 | 2 (indies) | Skirt. Hirari (スカート、ひらり) | 13                                    | #                | 13.349           | 20.609           |                  | | Set List: Greatest Songs 2006–2007 (SET LIST～グレイテストソングス 2006-2007～)   | Đĩa đơn phát hành độc lập                                                                          |
| 2006 | 1          | Aitakatta (会いたかった) | 12                                    | #                | 17.481           | 55.308           |                  | - RIAJ: - Gold (phy.) - ×2 Platinum (dig.) - ×2 Platinum (Chaku-ta full)                             | Set List: Greatest Songs 2006–2007 (SET LIST～グレイテストソングス 2006-2007～)   | Đia đơn ra mắt chính thức dưới nhãn đĩa DefStar Records/Sony Music                                 |
| 2007 | 2          | Seifuku ga Jama wo Suru (制服が邪魔をする) | 7                                     | #                | 16.866           | 21.989           |                  | | Set List: Greatest Songs 2006–2007 (SET LIST～グレイテストソングス 2006-2007～)   | |
| 2007 | 3          | Keibetsu Shiteita Aijou (軽蔑していた愛情) | 8                                     | #                | 20.323           | 22.671           |                  | | Set List: Greatest Songs 2006–2007 (SET LIST～グレイテストソングス 2006-2007～)   | |
| 2007 | 4          | BINGO! | 6                                     | #                | 21.830           | 25.611           |                  | | Set List: Greatest Songs 2006–2007 (SET LIST～グレイテストソングス 2006-2007～)   | |
| 2007 | 5          | Boku no Taiyou (僕の太陽) | 6                                     | #                | 25.946           | 28.840           |                  | | Set List: Greatest Songs 2006–2007 (SET LIST～グレイテストソングス 2006-2007～)   | |
| 2007 | 6          | Yuuhi wo Miteiru ka? (夕陽を見ているか?) | 10                                    | #                | 15.370           | 18.429           |                  | | Set List: Greatest Songs 2006–2007 (SET LIST～グレイテストソングス 2006-2007～)   | |
| 2008 | 7          | Romance. Irane (ロマンス、イラネ) | 6                                     | #                | 19.303           | 23.209           |                  | | Set List: Greatest Songs Kanzenban                                                | |
| 2008 | 8          | Sakura no Hanabiratachi 2008 (桜の花びらたち2008) | 10                                    | #                | 22.112           | 25.482           |                  | | Set List: Greatest Songs Kanzenban                                                | |
| 2008 | 9          | "Baby! Baby! Baby!" | #                                     | #                | #                | #                |                  | | Kamikyokutachi (神曲たち "Masterpieces")                                          | Đĩa đơn phát hành dưới định dạng số                                                                |
| 2008 | 10         | Oogoe Diamond (大声ダイヤモンド) | 3                                     | 14.384           | 48.258           | 96.566           |                  | - RIAJ: - Gold (phy.) - Gold (dig.) - Platinum (Chaku-ta full)                                       | Kamikyokutachi (神曲たち "Masterpieces")                                          | Đĩa đơn ra mắt dưới Hãng đĩa You Be Cool!/ KING RECORDS                                            |
| 2009 | 11         | 10nen Zakura (10年桜) | 3                                     | 28.600           | 66.226           | 124.700          |                  | - RIAJ: - Gold (phy.) - Platinum (dig.) - Gold (Chaku-ta full)                                       | Kamikyokutachi (神曲たち "Masterpieces")                                          | |
| 2009 | 12         | Namida Surprise! (涙サプライズ！) | 2                                     | 41.046           | 104.180          | 168.826          |                  | - RIAJ: - Gold (phy.) - Platinum (dig.) - Gold (Chaku-ta full)                                       | Kamikyokutachi (神曲たち "Masterpieces")                                          | ****                                                                                               |
| 2009 | 13         | Iiwake Maybe (言い訳Maybe) | 2                                     | 57.456           | 90.774           | 145.776          |                  | - RIAJ: - Gold (phy.) - Platinum (dig.) - Platinum (Chaku-ta full)                                   | Kamikyokutachi (神曲たち "Masterpieces")                                          | Các thành viên tham gia được chọn bằng Tổng tuyển cử 2009                                          |
| 2009 | 14         | RIVER | 1                                     | 87.795           | 178.579          | 260.553          |                  | - RIAJ: - Platinum (phy.) - ×2 Platinum (dig.) - Platinum (Chaku-ta full)                            | Kamikyokutachi (神曲たち "Masterpieces")                                          | |
| 2010 | 15         | Sakura no Shiori (桜の栞) | 1                                     | 229.528          | 317.828          | 404.696          |                  | - RIAJ: - Platinum (phy.) - Platinum (dig.) - Gold (Chaku-ta full)                                   | Kamikyokutachi (神曲たち "Masterpieces")                                          | |
| 2010 | 16         | Ponytail to Shushu (ポニーテールとシュシュ) | 1                                     | 354.403          | 354.403          | 740.291          |                  | - RIAJ: - ×3 Platinum (phy.) - Million (dig.) - ×2 Platinum (Chaku-ta full)                          | Koko ni Ita Koto (ここにいたこと "Having Been Here")                              | ****                                                                                               |
| 2010 | 17         | Heavy Rotation (ヘビーローテーション) | 1                                     | 340.487          | 527.336          | 881.519          |                  | - RIAJ: - ×3 Platinum (phy.) - ×2 Platinum (dig.) - ×3 Platinum (Chaku-ta) - Million (Chaku-ta full) | Koko ni Ita Koto (ここにいたこと "Having Been Here")                              | Các thành viên tham gia được chọn bằng Tổng tuyển cử 2010 Đứng đầu bảng xếp hạng RIAJ trong 2 tuần |
| 2010 | 18         | BEGINNER | 1                                     | 568.095          | 826.989          | 1.039.352        |                  | - RIAJ: - Million (phy.) - Million (dig.) - ×2 Platinum (Chaku-ta full)                              | Koko ni Ita Koto (ここにいたこと "Having Been Here")                              | |
| 2010 | 19         | Chance no Junban (チャンスの順番) | 1                                     | 471.242          | 596.769          | 694.042          |                  | - RIAJ: - ×3 Platinum (phy.) - Platinum (dig.) - Gold (Chaku-ta full)                                | Koko ni Ita Koto (ここにいたこと "Having Been Here")                              | Các thành viên tham gia được chọn bằng Giải đấu Oẳn tù tì 2010                                     |
| 2011 | 20         | Sakura no Ki ni Narou (桜の木になろう) | 1                                     | 655.344          | 942.479          | 1.081.686        |                  | - RIAJ: - Million (phy.) - ×2 Platinum (dig.) - Platinum (Chaku-ta full)                             | 1830m                                                                             | |
| 2011 | —          | "Dareka no Tame ni (What Can I Do for Someone?)" | #                                     | #                | #                | #                |                  | - RIAJ: - Million (phy.) - Million (dig.) - ×2 Platinum (Chaku-ta) - ×2 Platinum (Chaku-ta full)     | 1830m                                                                             | Đĩa đơn phát hành dưới định dạng số                                                                |
| 2011 | 21         | Everyday. Katyusha (Everyday、カチューシャ) | 1                                     | 942.475          | 1.333.969        | 1.608.299        |                  | - RIAJ: - Million (phy.) - Million (dig.) - ×2 Platinum (Chaku-ta) - ×2 Platinum (Chaku-ta full)     | 1830m                                                                             | Đứng đầu bảng xếp hạng Japan Hot 100 trong 2 tuần ****                                             |
| 2011 | 22         | Flying Get (フライングゲット) | 1                                     | 1.025.952        | 1.354.492        | 1.625.849        |                  | - RIAJ: - Million (phy.) - ×2 Platinum (dig.) - Platinum (Chaku-ta full)                             | 1830m                                                                             | Các thành viên tham gia được chọn bằng Tổng tuyển cử 2011 Đứng đầu bảng xếp hạng RIAJ trong 3 tuần |
| 2011 | 23         | Kaze wa Fuiteiru (風は吹いている) | 1                                     | 1.045.937        | 1.300.482        | 1.457.113        |                  | - RIAJ: - Million (phy.) - Platinum - Gold (Chaku-ta full)                                           | 1830m                                                                             | Đứng đầu bảng xếp hạng RIAJ trong 3 tuần                                                           |
| 2011 | 24         | Ue Kara Mariko (上からマリコ) | 1                                     | 959.280          | 1.198.864        | 1.304.903        |                  | - RIAJ: - Million (phy.) - ×2 Platinum (dig.) - Gold (Chaku-ta full)                                 | 1830m                                                                             | Các thành viên tham gia được chọn bằng Giải đấu Oẳn tù tì 2011                                     |
| 2012 | 25         | GIVE ME FIVE! | 1                                     | 966.529          | 1.287.217        | 1.436.519        |                  | - RIAJ: - 2 Million (phy.) - ×2 Platinum (dig.) - Gold (Chaku-ta full)                               | 1830m                                                                             | Đứng đầu bảng xếp hạng RIAJ trong 2 tuần                                                           |
| 2012 | 26         | Manatsu no Sounds Good! (真夏のSounds Good!) | 1                                     | 1.170.554        | 1.616.795        | 1.822.220        |                  | - RIAJ: - Million (phy.) - Platinum (dig.) - Gold (Chaku-ta full)                                    | Tsugi no Ashiato (次の足跡 "Những bước chân tiếp theo")                           | Đứng đầu bảng xếp hạng Japan Hot 100 trong 2 tuần ****                                             |
| 2012 | 27         | Gingham Check (ギンガムチェック) | 1                                     | 906.617          | 1.181.966        | 1.316.240        |                  | - RIAJ: - Million (phy.) - Gold (dig.)                                                               | Tsugi no Ashiato (次の足跡 "Những bước chân tiếp theo")                           | Các thành viên tham gia được chọn bằng Tổng tuyển cử 2012                                          |
| 2012 | 28         | UZA | 1                                     | 884.602          | 1.128.696        | 1.263.148        |                  | - RIAJ: - Million (phy.) - Gold (dig.)                                                               | Tsugi no Ashiato (次の足跡 "Những bước chân tiếp theo")                           | |
| 2012 | 29         | Eien Pressure (永遠プレッシャー) | 1                                     | 840.043          | 1.073.499        | 1.206.869        |                  | - RIAJ: - Million (phy.) - Gold (dig.)                                                               | Tsugi no Ashiato (次の足跡 "Những bước chân tiếp theo")                           | Các thành viên tham gia được chọn bằng Giải đấu Oẳn tù tì 2012                                     |
| 2013 | 30         | So Long | 1                                     | 817.530          | 1.035.986        | 1.132.853        |                  | - RIAJ: - 2 Million (phy.) - Gold (dig.)                                                             | Tsugi no Ashiato (次の足跡 "Những bước chân tiếp theo")                           | |
| 2013 | 31         | Sayonara Crawl (さよならクロール) | 1                                     | 1.450.881        | 1.762.873        | 1.955.800        |                  | - RIAJ: - Million (phy.) - Million (dig.) - Gold (Chaku-ta full)                                     | Tsugi no Ashiato (次の足跡 "Những bước chân tiếp theo")                           | ****                                                                                               |
| 2013 | 32         | Koi Suru Fortune Cookie (恋するフォーチュンクッキー) | 1                                     | 1.095.894        | 1.330.432        | 1.548.596        |                  | - RIAJ: - Million (phy.) - Gold (dig.)                                                               | Tsugi no Ashiato (次の足跡 "Những bước chân tiếp theo")                           | Các thành viên tham gia được chọn bằng Tổng tuyển cử 2013                                          |
| 2013 | 33         | Heart Ereki (ハート・エレキ) | 1                                     | 1.020.800        | 1.203.586        | 1.294.197        |                  | - RIAJ: Million (phy.)                                                                               | Koko ga Rhodes da. Koko de tobe! (ここがロドスだ、ここで跳べ!)                    | |
| 2013 | 34         | Suzukake no Ki no Michi de 'Kimi no Hohoemi o Yume ni Miru' to Itte Shimattara Bokutachi no Kankei wa Dō Kawatte Shimau no ka. Bokunari ni Nan-nichi ka Kangaeta Ue de no Yaya Kihazukashii Ketsuron no Yō na Mono | 1                                     | 916.912          | 1.033.336        | 1.086.491        |                  | - RIAJ: - Million (phy.) - Gold (dig.)                                                               | Koko ga Rhodes da. Koko de tobe! (ここがロドスだ、ここで跳べ!)                    | Các thành viên tham gia được chọn bằng Giải đấu Oẳn tù tì 2013                                     |
| 2014 | 35         | Mae Shika Mukanee (前しか向かねえ) | 1                                     | 970.413          | 1.091.406        | 1.153.906        |                  | - RIAJ: - Million (phy.) - Gold (dig.)                                                               | Koko ga Rhodes da. Koko de tobe! (ここがロドスだ、ここで跳べ!)                    | |
| 2014 | 36         | Labrador Retriever (ラブラドール･レトリバー) | 1                                     | 1.462.156        | 1.662.265        | 1.787.367        |                  | - RIAJ: - Million (phy.) - Gold (dig.)                                                               | Koko ga Rhodes da. Koko de tobe! (ここがロドスだ、ここで跳べ!)                    | ****                                                                                               |
| 2014 | 37         | Kokoro no Placard (心のプラカード) | 1                                     | 871.923          | 1.005.774        | 1.061.976        |                  | - RIAJ: - Million (phy.) - Gold (dig.)                                                               | Koko ga Rhodes da. Koko de tobe! (ここがロドスだ、ここで跳べ!)                    | Các thành viên tham gia được chọn bằng Tổng tuyển cử 2014                                          |
| 2014 | 38         | Kibouteki Refrain (希望的リフレイン) | 1                                     | 1.017.160        | 1.130.312        | 1.199.429        |                  | - RIAJ: Million (phy.)                                                                               | Koko ga Rhodes da. Koko de tobe! (ここがロドスだ、ここで跳べ!)                    | |
| 2015 | 39         | Green Flash | 1                                     | 860.269          | 1.001.393        | 1.045.492        |                  | - RIAJ: 2 Million (phy.)                                                                             | 0 to 1 no Aida                                                                    | |
| 2015 | 40         | Bokutachi wa Tatakawanai (僕たちは戦わない) | 1                                     | 1.472.375        | 1.673.211        | 1.782.897        |                  | - RIAJ: - Million (phy.) - Gold (dig.)                                                               | 0 to 1 no Aida                                                                    | ****                                                                                               |
| 2015 | 41         | Halloween Night | 1                                     | 1.187.633        | 1.277.761        | 1.331.249        |                  | - RIAJ: Million (phy.)                                                                               | 0 to 1 no Aida                                                                    | Các thành viên tham gia được chọn bằng Tổng tuyển cử 2015                                          |
| 2015 | 42         | Kuchibiru ni Be My Baby (唇に Be My Baby) (9/12/2015) | 1                                     | 813.044          | 905.490          | 1.081.249        |                  | - RIAJ: Million (phy.)                                                                               | Thumbnail (サムネイル)                                                            | |
| 2016 | 43         | Kimi Wa Melody (君はメロディー You Are Melody) | 1                                     | 1.133.179        | 1.237.891        | 1.292.198        | 1.470.789        | - RIAJ: 2 Million (phy.)                                                                             | Thumbnail (サムネイル)                                                            | Đĩa đơn kỉ niệm 10 năm ngày ra mắt Có sự góp mặt của 5 thành viên đã tốt nghiệp                    |
| 2016 | 44         | Tsubasa Wa iranai (翼はいらない Wings Aren't Needed) | 1                                     | 1.331.907        | 1.440.711        | 1.516.646        | 2.507.403        | - RIAJ: Million (phy.)                                                                               | Thumbnail (サムネイル)                                                            | ****                                                                                               |
| 2016 | 45         | LOVE TRIP / Shiawase wo Wakenasai (LOVE TRIP / しあわせを分けなさい) | 1                                     | 1.100.332        | 1.177.769        | 1.213.660        | 1.412.112        | - RIAJ: Million (phy.)                                                                               | Thumbnail (サムネイル)                                                            | Các thành viên tham gia được chọn bằng Tổng tuyển cử 2016                                          |
| 2016 | 46         | High Tension (ハイテンション) | 1                                     | 1.120.070        | 1.180.047        | 1.207.831        | 1.469.811        | - RIAJ: Million (phy.)                                                                               | Thumbnail (サムネイル)                                                            | |
| 2017 | 47         | Shoot Sign (シュートサイン) | 1                                     | 933.969          | 1.025.267        | 1.085.365        | 1.353.450        | - RIAJ: Million (phy.)                                                                               | Bokutachi wa. Ano Hi no Yoake wo Shitteiru (僕たちは、あの日の夜明けを知っている) | |
| 2017 | 48         | Negaigoto no Mochigusare (願いごとの持ち腐れ) | 1                                     | 1.217.244        | 1.305.747        | 1.387.943        | 2.649.234        | - RIAJ: 2 Million (phy.)                                                                             | Bokutachi wa. Ano Hi no Yoake wo Shitteiru (僕たちは、あの日の夜明けを知っている) | |
| 2017 | 49         | #Suki Nanda (＃好きなんだ) | 1                                     | 1.036.551        | 1.089.729        | 1.126.774        | 1.493.543        | - RIAJ: Million (phy.)                                                                               | Bokutachi wa. Ano Hi no Yoake wo Shitteiru (僕たちは、あの日の夜明けを知っている) | Các thành viên tham gia được chọn bằng Tổng tuyển cử 2017                                          |
| 2017 | 50         | 11gatsu no Anklet (11月のアンクレット) | 1                                     | 1.048.400        | 1.095.240        | 1.124.815        | 1.533.025        | - RIAJ: Million (phy.)                                                                               | Bokutachi wa. Ano Hi no Yoake wo Shitteiru (僕たちは、あの日の夜明けを知っている) | |
| 2018 | 51         | Jabaja (ジャーバージャ) | 1                                     | 1.028.653        | 1.115.843        | 1.158.167        | 1.260.919        | - RIAJ: Million (phy.)                                                                               |                                                                                   | |
| 2018 | 52         | Teacher Teacher | 1                                     | 1.591.164        | 1.661.038        | 1.812.871        | 3.000.000        | - RIAJ: 3 Million (phy.)                                                                             | ****                                                                              | |
| 2018 | 53         | Sentimental Train | 1                                     | 1.394.356        | 1.448.900        | 1.476.076        | 1.551.061        | - RIAJ: Million (phy.)                                                                               |                                                                                   | |
| 2018 | 54         | NO WAY MAN | 1                                     | 1.173.015        | 1.205.009        | 1.227.547        | 1,383,997        | - RIAJ: Million (phy.)                                                                               |                                                                                   | |
| 2019 | 55         | Jiwaru DAYS | 1                                     | 1.190.095        | 1.262.820        | 1.306.184        | 1.460.302        | - RIAJ: Million (phy.)                                                                               |                                                                                   | |
| 2019 | 56         | "Sustainable" (サステナブル) | 1                                     | 1.338.291        | 1.380.266        | 1.410.206        | 1.628.184        | - RIAJ: 2 Million (phy.)                                                                             |                                                                                   | |
| 2020 | 57         | "Shitsuren. Arigatō" (失恋、ありがとう) | 1                                     | 1.150.839        | 1.166.598        | 1.172.755        | 1.414.077        | - RIAJ: Million (phy.)                                                                               |                                                                                   | |
| 2021 | 58         | "Nemohamo Rumor" (根も葉もRumor) | 1                                     | 320,489          | 350,677          |                  | 554,247          | |                                                                                   | |
| 2022 | 59         | Motokare desu (元カレです) | 1                                     | 288,562          | 328,521          |                  | 537,081          | |                                                                                   | |
| 2022 | 60         | Hisashiburi no Lip Gloss | 1                                     | 270,480          | 317,932          |                  | 568,608          | |                                                                                   | |
| 2023 | 61         | "Dōshitemo Kimi ga Suki da" (どうしても君が好きだ) | 1                                     | 285,115          | 327,441          |                  | 696,977          | |                                                                                   | |
| 2023 | 62         | "Idol Nanka Janakattara" (アイドルなんかじゃなかったら) | 1                                     |                  | 368,017          |                  | 677,013          | |                                                                                   | |
| 2024 | 63         | Color Con Wink (カラコンウインク) | 1                                     |                  | 648,599          |                  |                  | |                                                                                   | |

* Billboard Japan Hot 100 được đăng tải từ tháng 1/2008. RIAJ Digital Track Chart được thành lập vào tháng 4/2009 và bị huỷ vào tháng 7/2012.
** charted in 2010
*** These are unofficial figures obtained by adding together Oricon sales numbers for different periods of time when the single charted on Oricon.
**** Đĩa đơn bao gồm phiếu bình chọn Tổng tuyển cử

## Các bài hát được xếp hạng khác
| Năm  | Tên                                                                                          | Vị trí trên bảng xếp hạng | Vị trí trên bảng xếp hạng | Chứng nhận                   | Album                                               |
| Năm  | Tên                                                                                          | JPNHot                    | JPNRIAJ                   | Chứng nhận                   | Album                                               |
| ---- | -------------------------------------------------------------------------------------------- | ------------------------- | ------------------------- | ---------------------------- | --------------------------------------------------- |
| 2009 | "Kimi no Koto ga Suki Dakara" (君のことが好きだから)                                         | —                         | —                         | - RIAJ: Gold (dig.)          | "River"                                             |
| 2010 | "Majisuka Rock 'n' Roll" (マジスカロックンロール)                                            | —                         | 14                        | - RIAJ: Gold (Chaku-ta full) | "Sakura no Shiori"                                  |
| 2010 | "Enkyori Poster" (遠距離ポスター) (Team Play-Boy)                                            | —                         | 96                        |                              | "Sakura no Shiori"                                  |
| 2010 | "Jibun Rashisa" (自分らしさ)                                                                 | —                         | 54                        |                              | Kamikyokutachi                                      |
| 2010 | "Kimi to Niji to Taiyō to" (君と虹と太陽と)                                                  | 35                        | 25                        |                              | Kamikyokutachi                                      |
| 2010 | "Majijo Teppen Blues" (マジジョテッペンブルース)                                             | —                         | 55                        | - RIAJ: Gold (dig.)          | "Ponytail to Shushu"                                |
| 2010 | "Anata ga Ite Kureta Kara" (あなたがいてくれたから)                                          | 97                        | 22                        |                              | Set List: Greatest Songs Kanzenban                  |
| 2010 | "Yasai Sisters" (野菜シスターズ)                                                             | —                         | 73                        | - RIAJ: Gold (dig.)          | "Heavy Rotation"                                    |
| 2010 | "Yoyakushita Christmas" (予約したクリスマス)                                                 | —                         | 26                        | "Chance no Junban"           | "Chance no Junban"                                  |
| 2010 | "Kurumi to Dialogue" (胡桃とダイアローグ)                                                    | —                         | 71                        | "Chance no Junban"           | "Chance no Junban"                                  |
| 2011 | "Dareka no Tame ni: What Can I Do for Someone?" (誰かのために〜What can I do for someone?〜) | 17                        | 2                         | - RIAJ: Gold (dig.)          | Digital charity single                              |
| 2011 | "Yankee Soul" (ヤンキーソウル)                                                               | 74                        | —                         | - RIAJ: Gold (dig.)          | "Everyday, Katyusha"                                |
| 2012 | "Kimi no Tame ni Boku wa..." (君のために僕は...)                                             | 69                        | —                         |                              | "Manatsu no Sounds Good!"                           |
| 2012 | "First Rabbit" (ファースト・ラビット)                                                        | 43                        |                           |                              | 1830m                                               |
| 2012 | "Yume no Kawa" (夢の河)                                                                      | 38                        |                           |                              | "Gingham Check"                                     |
| 2012 | "Jūryoku Sympathy" (重力シンパシー) (Team Surprise)                                          | —                         |                           | - RIAJ: Gold (dig.)          |                                                     |
| 2012 | "Sugar Rush"                                                                                 | —                         |                           |                              | Wreck-It Ralph (Original Motion Picture Soundtrack) |
| 2013 | "Tenohira ga Kataru Koto" (掌が語ること)                                                     | 83                        |                           |                              |                                                     |
| 2014 | "After Rain"                                                                                 | 21                        |                           |                              | Tsugi no Ashiato                                    |
| 2015 | "Koko ga Rhodes da, Koko de Tobe!" (ここがロドスだ、ここで跳べ!)                             | 46                        |                           |                              | Koko ga Rhodes da, Koko de Tobe!                    |
| 2015 | "365nichi no Kamihikōki" (365日の紙飛行機)                                                   | 6                         |                           | - RIAJ: ×3 Platinum (dig.)   | "Kuchibiru ni Be My Baby"                           |
| 2016 | "Hikari to Kage no Hibi" (光と影の日々)                                                      | 48                        |                           |                              | "Love Trip / Shiawase o Wakenasai"                  |
| 2017 | "Dare no Koto o Ichiban Aishiteru?" (誰のことを一番 愛してる？)                              | 37                        |                           |                              | "Shoot Sign"                                        |
|      | "—" denotes releases that did not chart.                                                     |                           |                           |                              |                                                     |

## DVD

### PV
| Tiêu đề                                                                                | Ngày phát hành      | Tất cả  |
| -------------------------------------------------------------------------------------- | ------------------- | ------- |
| Nogashita Sakanatachi ~Single Video Collection~ Kanzen Seisan Genteiban                | 14 tháng 7 năm 2010 | 86.372  |
| AKB ga Ippai ~The Best Music Video~ (AKBがいっぱい ～ザ・ベスト・ミュージックビデオ～) | 24 tháng 6 năm 2011 | 524.908 |

### DVD nhà hát
| Năm             | TT  | Tên | Ngày phát hành       | Ghi chú               |
| AKS             | AKS | AKS | AKS                  | AKS                   |
| --------------- | --- | --- | -------------------- | --------------------- |
| 2006            | —   | Team A Party ga Hajimaru yo ~1st Stage~ (チームA PARTYが始まるよ 〜1st stage〜)                               | 11 tháng 8 năm 2006  | Lim. ed. 1,000 copies |
| Defstar Records |     | |                      |                       |
| 2007            | 1   | Team A 1st Stage "Party ga Hajimaru yo" (チームA 1st Stage「PARTYが始まるよ」)                                | 21 tháng 3 năm 2007  |                       |
| 2007            | 2   | Team A 2nd Stage "Aitakatta" (チームA 2nd Stage「会いたかった」)                                              | 21 tháng 3 năm 2007  |                       |
| 2007            | 3   | Team A 3rd Stage "Dareka no Tame ni" (チームA 3rd Stage「誰かのために」)                                      | 21 tháng 3 năm 2007  |                       |
| 2007            | 4   | Team K 1st Stage "Party ga Hajimaru yo" (チームK 1st Stage「PARTYが始まるよ」)                                | 21 tháng 3 năm 2007  |                       |
| 2007            | 5   | Team K 2nd Stage "Seishun Girls" (チームK 2nd Stage「青春ガールズ」)                                          | 21 tháng 3 năm 2007  |                       |
| 2007            | —   | Starter Kit "Ima Kara Demo Maniau AKB48!!" (スターターキット「今からでも間に合うAKB48!!」)                    | 21 tháng 3 năm 2007  | Lim. ed. box set      |
| 2007            | 6   | Team A 4th Stage "Tadaima Ren'aichū" (チームA 4th Stage「ただいま恋愛中」)                                    | 28 tháng 11 năm 2007 |                       |
| 2007            | 7   | Team K 3rd Stage "Nōnai Paradise" (チームK 3rd Stage「脳内パラダイス」)                                       | 28 tháng 11 năm 2007 |                       |
| 2008            | 8   | Team B 1st Stage "Seishun Girls" (チームB 1st Stage「青春ガールズ」)                                          | 26 tháng 3 năm 2008  |                       |
| 2008            | 9   | Himawarigumi 1st Stage "Boku no Taiyō" (ひまわり組 1st Stage「僕の太陽」)                                     | 23 tháng 4 năm 2008  |                       |
| AKS             |     | |                      |                       |
| 2008            | 10  | Team B 2nd Stage "Aitakatta" (チームB 2nd Stage「会いたかった」)                                              | 26 tháng 9 năm 2008  |                       |
| 2008            | 11  | Himawarigumi 2nd Stage "Yume o Shinaseru Wake ni Ikanai" (ひまわり組 2nd Stage「夢を死なせるわけにいかない」) | 5 tháng 10 năm 2008  |                       |
| 2009            | 12  | Team B 3rd Stage "Pajama Drive" (チームB 3rd Stage「パジャマドライブ」)                                       | 3 tháng 4 năm 2009   |                       |
| 2009            | 13  | Team K 4th Stage "Saishū Bell ga Naru" (チームK 4th Stage「最終ベルが鳴る」)                                  | 11 tháng 9 năm 2009  |                       |
| 2010            | 14  | Team K 5th Stage "Saka Agari" (チームK 5th Stage「逆上がり」)                                                 | 24 tháng 4 năm 2010  |                       |
| 2010            | 15  | Team B 4th Stage "Idol no Yoake" (チームB 4th Stage「アイドルの夜明け」)                                      | 12 tháng 6 năm 2010  |                       |
| 2010            | 16  | Team A 5th Stage "Ren'ai Kinshi Jōrei" (チームA 5th Stage「恋愛禁止条例」)                                    | 19 tháng 6 năm 2010  |                       |
| 2013            | 17  | Minogashita Kimitachi e 2 "AKB48 Group Zenkōen" (見逃した君たちへ2 〜AKB48グループ全公演〜)                   | 28 tháng 2 năm 2012  |                       |

### DVD hòa nhạc
DefStar Records Label
- 「会いたかった~柱はないぜ!~」in 日本青年館 Normal Version
- 「会いたかった~柱はないぜ!~」in 日本青年館 Shuffle Version
- AKB48 春のちょっとだけ全国ツアー 〜まだまだだぜAKB48!〜 in 東京厚生年金会館(Tokyo Kōsei Nenkin Kaikan)

AKS Label
- AKB48 リクエストアワーセットリストベスト100 2008(Request Hour Setlist Best100 2008, at Shibuya-AX)
- ライブDVDは出るだろうけど、やっぱり生に限るぜ! AKB48夏祭り(Live DVD wa Derudaroukedo, Yappari Nama ni Kakgiruze! AKB48 Natsumatsuri "Live DVD Will Come Out, But There is Still Best Live! AKB48 Summer Festival", at Hibiya Open-Air Concert Hall)
- AKB48 まさか、このコンサートの音源は流出しないよね?(Masaka, Kono Concert no Ongen wa Ryusyutsu Shinaiyone? "Surely Flow Out of the Sound Source of Concert?", at NHK Hall)
- 年忘れ感謝祭 シャッフルするぜ、AKB! SKEもよろしくね(Toshiwasure Kansyasai Reshuffle Suruze, AKB! SKE mo Yoroshikune "Year-end Thanksgiving Will Reshuffle AKB! Please Treats SKE to", at JCB Hall)
- AKB48 リクエストアワーセットリストベスト100 2009(Request Hour Setlist Best100 2009, at Shibuya-AX)
- 「神公演予定」* 諸般の事情により、神公演にならない場合もありますので、ご了承ください。
- AKB48 分身の術ツアー/AKB104選抜メンバー組閣祭り
- AKB48 分身の術ツアー
- AKB104選抜メンバー組閣祭り (Senbatsu Member Sokaku Matsuri "Allstars Government Festival" Full Version)
- AKB104選抜メンバー組閣祭り("Allstars Government Festival" 3rd Stage Version, at Nippon Budokan)
- AKB48 リクエストアワーセットリストベスト100 2010(Request Hour Setlist Best100 2010, at Shibuya-AX)
- AKB48 満席祭り希望 賛否両論(Manseki Matsuri Kibou Sanpiryouron "Hope Full House Festival The Pros and Cons", at Yokohama Arena)
- AKB48 サプライズはありません(Surprise wa Arimasen "There is no surprise", at Yoyogi National Gymnasium)
- AKB48がやって来た!!(AKB48 ga Yattekita!! "Cames AKB48!!")
- AKB48 リクエストアワーセットリストベスト100 2011(Request Hour Setlist Best100 2011, at Shibuya-AX)
- AKB48 よっしゃぁ～行くぞぉ～!in西武ドーム(Yossha-ikuzo- in Seibu Dome)
- AKBがいっぱい～SUMMER TOUR 2011～(AKB ga ippai-SUMMER TOUR 2011– "Full of AKB")
- AKB48 in a-nation 2011
- AKB48 紅白歌対抗合戦 2011 (AKB48 Kouhaku Taikou Utagassen 2011 "AKB48 Red and White Songs Battle 2011", at Tokyo Dome City Hall
- AKB48 リクエストアワーセットリストベスト100 2012 (AKB48 Request Hour Setlist Best 100 2012 at Tokyo Dome City Hall)
- 日本語タイトル: 前田敦子 涙の卒業宣言! in さいたまスーパーアリーナ 〜業務連絡。頼むぞ、片山部長!〜 スペシャルBOX (Maeda Atsuko Namida no Sotsugyou Sengen! in Saitama Super Arena – Gyomu Renraku. Tanomuzo, Katayama Bucho! – Special Box, "Business Contract. I'll Ask, Katayama Director! in Saitama Super Arena")
- AKB48全国ツアー2012 野中美郷、動く。～47都道府県で会いましょう～TeamK沖縄公演 (AKB48 Zenkoku Tour 2012 Nonaka Misato, Ugoku. -47 Todoufuken de Aimashou- Team K Okinawa Kouen, "AKB48 Whole Country Tour 2012. Nonaka Misato, I Move. ～See you in 47 Prefectures～ Team K Okinawa Performance")
- AKB48 in TOKYO DOME ～1830mの夢～ (AKB48 in TOKYO DOME ~1830m no Yume~,"AKB48 in TOKYO DOME ~The 1830m Dream" at Tokyo Dome) – Sales: TBA (DVD), 51,112(Blu-ray)
- AKB48 紅白歌対抗合戦 2012 (AKB48 Kouhaku Taikou Utagassen 2012 "AKB48 Red and White Songs Battle 2012", at Tokyo Dome City Hall) – Sales: 34,469(DVD), 16,630(Blu-ray)
- AKB48 リクエストアワーセットリストベスト100 2013 (AKB48 Request Hour Setlist Best 100 2013 at Tokyo Dome City Hall) – Sales: 22,002(DVD), TBA(Blu-ray)